# PGC 61300
LEDA/PGC 61300 ist eine Spiralgalaxie vom Hubble-Typ Sd im Sternbild Schlangenträger nördlich der Ekliptik und ist schätzungsweise 94 Millionen Lichtjahre von der Milchstraße entfernt. Gemeinsam mit NGC 6509 und PGC 61214 bildet sie die kleine Galaxiengruppe LGG 416.

## PGC 61300-Gruppe (LGG 416)
| Galaxie   | Alternativname | Entfernung/Mio. Lj |
| --------- | -------------- | ------------------ |
| PGC 61300 | UGC 11093      | 94                 |
| NGC 6509  | PGC 61230      | 87                 |
| PGC 61214 | UGC 11074      | 91                 |